# Goldegg im Pongau
Goldegg im Pongau is een gemeente in de Oostenrijkse deelstaat Salzburger Land, en maakt deel uit van het district Sankt Johann im Pongau.
Goldegg telt 2216 inwoners.
Het wapen van Goldegg im Pongau bevat een lintworm.
Altenmarkt im Pongau ·
Bad Gastein ·
Bad Hofgastein ·
Bischofshofen ·
Dorfgastein ·
Eben im Pongau ·
Filzmoos ·
Flachau ·
Forstau ·
Goldegg im Pongau ·
Großarl ·
Hüttau ·
Hüttschlag ·
Kleinarl ·
Mühlbach am Hochkönig ·
Pfarrwerfen ·
Radstadt ·
St. Johann im Pongau ·
St. Martin am Tennengebirge ·
St. Veit im Pongau ·
Schwarzach im Pongau ·
Untertauern ·
Wagrain ·
Werfen ·
Werfenweng
- Gemeinsame Normdatei: 4021519-2
- Library of Congress Control Number: n81000471
- Nationale Bibliotheek van Israël: 987007566744205171
- Virtual International Authority File: 137211059